# اونرا اونیل
اونرا اونیل (به انگلیسی: Onora ONeill) (متولد ۲۳ اوت ۱۹۴۱) فیلسوف بریتانیایی و یکی از اعضای غیراصلی مجلس لردها است. او همچنین از بزرگترین کانت پژوهان دوران خود نیز محسوب می‌شود و آثار بسیاری به ویژه در زمینهٔ فلسفه سیاسی کانت دارد. 

## آثار
- Rethinking Informed Consent in Bioethics (2007) (with Neil Manson)
- Autonomy and Trust in Bioethics (۲۰۰۲) (سخنرانی‌های گیفورد ۲۰۰۱)
- A Question of Trust: The BBC Reith Lectures 2002 (Cambridge University Press, 2002)
- Bounds of Justice (2000)
- Towards Justice and Virtue (1996)
- Constructions of Reason: Exploration of Kant's Practical Philosophy (1989)
- Faces of Hunger: An Essay on Poverty, Development and Justice (1986)
- Acting on Principle (1975)